# 쿠리알레스
고대 로마에서 쿠리알레스(Curiales, co + viria의 합성어로, '모인 사람들'을 의미)는 초창기에는 로마시의 씨족들의 주요 인사들이었다. 이들의 역할은 민간 및 종교 부문이었다. 각 겐스 쿠리알레스는 쿠리오 (Curio)라고 하는 통솔자를 두었다. 겐스 쿠리알레스들에 관한 전반적인 조율은 ‘쿠리오 막시무스’가 주관하였다.

## 역사
로마의 민간 구조는 이들이 로마 제국의 지배에 놓임에 따라, 제국의 도시들에서 똑같이 이뤄졌다. 제정 말기 무렵, 쿠리알레스는 지방의 행정관 및 데쿠리오으로서 쿠리아에서 활동하던 상인, 사업가, 중간 수준의 지주들을 나타냈다. 이들은 공공 건축 사업, 신전, 축제, 검투사 경기, 지역 복지 제도를 위한 자금을 조달할 것으로 기대되었고, 이들은 자신들의 권위 증대를 목적으로 사재를 털어 이 지출들을 위한 비용을 마련했을 것이다. 3세기 중엽부터 이러한 관행은 콘스탄티누스 1세가 도시의 기부금, 지방의 세금 및 수수료, 도시의 토지 및 건축물들에 대한 임차료를 몰수함에 따라, 서서히 의무가 되었다. 율리아누스는 이 몰수 조치를 되돌렸으나 발렌티니아누스 1세 (재위 363-375년)와 발렌스 (재위 364-378년) 등은 민간의 재원들을 압류하였다. 이들은 압류한 재원의 3분의 1만을 민간에 돌려주었는데, 이는 도시 (민간)의 자산을 별도의 품목별 예산으로 취급한 로마 황실에서 분배한 것이었다. 결국에 이런 관리는 민간의 몫으로 돌아갔다. 4세기부터 쿠리알레스들은 압박에 놓이게 되었을 뿐만 아니라, 도시들은 중앙 정부의 지원에도 자신들의 사회 기반 시설 및 공공 시설들을 유지하기 어려운 상태에 놓였다. 또한 쿠리알레스는 세금 징수, 식량 배분, 군 입대 (이러한 업무들은 민간 행정 통제하에 있었다), 중앙 정부의 우편 체제(쿠르수스 푸블리쿠스, 이곳의 운영비 및 비용은 우편이 도착한 지역의 지주들에게 부담)에 대한 지원 등의 업무들을 책임지기도 하였다.
4, 5세기 동안, 쿠리알레스 계급들은 아주 부유한 자들(많은 경우에 이러한 의무들에서 면제권을 얻을 수 있던 이들)을 제외하면 재정적으로 파산할 정도에 이르렀으며, 특히 서방에선 제국의 행정을 방해하고 서기 400년부터 600년까지 생활 수준을 절반가량으로 쇠퇴를 촉발했던 부족민들의 취락의 압박에 시달렸다. 많은 쿠리알레스들은 자신들의 의무를 면하게 해주었던 군대나 중앙 관료, 교회 등에 진출하거나 원로원 계급을 얻어, 의무에서 벗어나려 했다. 중앙 정부는 이를 막기 위해, 주어진 의무를 행하지 않고 벗어난 것이 발견된 쿠리알레스 계급 출신들을 쿠라알레스로 돌려보냈다.
율리아누스는 쿠리알레스의 규모를 늘리고, 이들의 부담을 좀 더 고르게 분산시켜 부담을 덜 가게 하여 이 문제를 해결하려 했다. 이 시도는 성공을 거두지 못했고, 율리아누스 그 자신도 이 정책이 실시되는 것을 볼 시간을 갖지 못한 채 사망하였다. 이 상황을 해결하려는 다른 노력들도 마찬가지로 실패하고 말았고, 쿠리알레스는 로마 말기에 들어 중요도가 감소하였다. 5세기의 도시의 행정부는 원로원 의원, 유력 귀족, 재력 있는 전직 무관, 부유한 전직 쿠리알레스, 주교, 전직 고위급 중앙 관료, 쿠리알레스에서 면제된 직업 계층 등 쿠리알레스에 속하지 않았던 인물들로 구성된 외부의 유력 인사 단체의 손 안에 점차 떨어지고 말았다.

## 데쿠리오
데쿠리오(Decurio)는 로마 제국의 시 의회의 구성원이다. 데쿠리오들은 도시 지역 사회의 부유한 중산층들로 구성된 쿠리알레스 계층에서 선발되었다. ‘데쿠리오’라는 직위의 출현은 기원전 125년에 충성심을 얻으려는 시도로서 이탈리아 내 라틴 식민지들의 공직자들에게 로마 시민권자가 되도록 허락한 로마 당국의 결정으로 이해될 수 있을 것이다.
데쿠리오들은 지방 수준에선 가장 강력한 정치적 인사들이었다. 이들은 공공 계약, 종교적 의식 행사, 오락, 치안 확보 등에 책임이 있었다. 아마 중앙 정부에게 가장 중요했던 것은 그들이 지방 세금 징수 역시도 감독했다는 것일 거이다.
제정 초기에, 귀족 계층 시민들은 위신의 표시로서 데쿠리오 직위를 열성적으로 추구했다. 이들은 극장에서 맨 앞줄 좌석에 앉았을 것이고 '호네스티오레스' (honestiores, 영예로운 자들) 계층으로 받아들여졌을 것이다. 한번 선정되면, 데쿠리오들은 공공 활동을 위해 사비를 털어 많은 비용을 지불하는 것으로 여겨졌고, 데쿠리오들은 지역사회에 신전,  목욕탕, 그 외 공공 시설들을 제공하는 것을 두고 서로 경쟁하였다.
전제정 (248년 이후) 시기에, 중앙 정부의 재정 당국이 더욱 가혹한 세금 징수 방삭을 요구하면서, 데쿠리오는 상징적 직위로서 기능이 멈추고 원치 않는 공무 직위가 되었다. 데쿠리온는 여전히 귀족 계층에 한정되었으나, 주된 임무는 분명히 세금 징수였고, 데쿠리오들은 지방의 세금 징수에서 적자를 자신들의 사재에서 만회했을 것으로 여겨진다. 많은 데쿠리오들은 이런 부담에서 해방되고자 이 지위를 불법적으로 떠났으며, 만약 이것이 발각시에, 이들은 자산 압류나 심지어는 처형을 당했을 것이다.